# Honbice
Honbice település Csehországban, a Chrudimi járásban. Honbice Řestoky, Kočí, Orel, Nabočany, Trojovice és Zaječice településekkel határos. Lakosainak száma 169 fő (2024. január 1.).

## Népesség
A település lakosságának változását az alábbi diagram mutatja:
| Lakosok száma | 503  | 583  | 490  | 309  | 233  | 186  | 161  | 161  | 168  | 169  |
|               | 1869 | 1890 | 1921 | 1950 | 1980 | 2001 | 2017 | 2019 | 2022 | 2024 |